# 第六屆黑豹旗全國高中棒球大賽
第六屆黑豹旗全國高中棒球大賽，是從2018年10月13日起，在臺灣舉行的高中棒球賽事。此次棒球赛于台北市立天母棒球场举行开幕式。
本屆共有197所學校報名參賽，其中台东县立兰屿高级中学等13所學校首次報名參赛。台湾22个縣市均有學校參賽。

## 分區賽
| 北一區賽程．比數 |          |      |          |      |              |
| 比賽日期         | 先攻隊伍 | 比數 | 後攻隊伍 | 地點 | 比賽相關資訊 |
| 10/14(日)        |          |      |          |      |              |

## 外部連結
- 黑豹旗全國高中棒球大賽 （页面存档备份，存于） - 中華民國棒球協會
- 黑豹旗粉絲團 （页面存档备份，存于）

- 第六屆黑豹旗全國高中棒球大賽在台灣棒球維基館上的頁面（繁體中文）